# Claudine Chatel
Pour les articles homonymes, voir Chatel.
Claudine Chatel, née Claudine Cabay le 3 octobre 1951, est une actrice québécoise qui a principalement fait carrière à la télévision et est maintenant spécialisée dans le doublage. Elle est la fille de l'acteur et scénariste Marcel Cabay.
Elle a également publié deux ouvrages, signés sous le nom de Claudine Cabay Chatel.

## Biographie
Née à Verviers en Belgique, Claudine Chatel est arrivée au Québec avec sa famille en 1953. Elle suit une formation en art dramatique, puis débute comme comédienne à la station CKVL dans le radioroman Côte Vertu, alors qu'elle a dix-sept ans. En 1970, elle apparaît pour la première fois à la télévision dans le téléroman Les Berger présenté à TVA. Elle joue le rôle de Ginette Berger durant les huit saisons de l'émission, puis reprend ce rôle dans la série dérivée Le Clan Beaulieu. Elle débute dans le doublage en 1987 comme comédienne et directrice de plateau, puis se consacre presque exclusivement à ce domaine après la mort de son père en 1990. Elle double des actrices connues telles que Shirley MacLaine, Barbra Streisand, Helen Mirren, Sissy Spacek, Susan Sarandon, Angela Bassett et plusieurs autres. Elle enseigne également le doublage au Conservatoire d'art dramatique de Montréal depuis 1995. 
Elle publie une biographie de son père, Des pas dans ma mémoire, en 2008, puis un roman, L’éternité… c’est pour quand ?, en 2014.

## Filmographie
- 1970 - Les Berger (série télévisée) : Ginette Berger
- 1978 - Le Clan Beaulieu (série télévisée) : Ginette Beaulieu
- 1986 - L'Or du temps (série télévisée) : Marie-Christine Vanier
- 1990 - Nathaël et la chasse au phoques : voix
- 2003 - Les Enfants du feu (série télévisée) : Helgwart
- 2014 - Une nouvelle Amie, de François Ozon

## Doublage

### Films animation
- 1975 : La petite sirène : La narratrice
- 2007 : Bienvenue chez les Robinson : Mildred

### Cinéma
- Susan Sarandon
  - 1987 : Les Sorcières d'Eastwick : Jane Spofford
  - 1994 : Le Client : Reggie Love
  - 1994 : Loin des yeux, près du cœur : Margaret Singer
  - 1998 : La blonde de mon père : Jackie Harrison
  - 2001 : Comme chiens et chats : Ivy
  - 2002 : Igby : Mimi Slocumb
  - 2004 : Alfie : Liz
  - 2004 : Si on dansait ? : Beverly Clark
  - 2005 : Elizabethtown : Hollie Baylor
  - 2007 : Mr. Woodcock : Beverly Farley
  - 2007 : L'automne de mes souvenirs : Melanie Lansing Winters
  - 2007 : Il était une fois : reine Narissa
  - 2008 : Speed Racer : Maman Racer
  - 2009 : Escrocs en herbe : Daisy Kincaid
  - 2009 : Un homme sans exception : Nancy Kalmen
  - 2010 : Wall Street : L'argent ne dort jamais : Mère de Jake
  - 2012 : Arbitrage : Ellen Miller
  - 2012 : Ça, c'est mon gars : Mary McGarricle
  - 2013 : Infiltré : Joanne Keeghan
  - 2014 : Tammy : Pearl

- Helen Mirren
  - 2001 : Un week-end à Gosford Park : Mme Wilson
  - 2003 : Le calendrier des Girls : Chris
  - 2004 : Tante Helen : Dominique
  - 2007 : Trésor National 2 : Le Livre des secrets : Emily Appleton
  - 2009 : Jeux de pouvoir : Cameron Lynne
  - 2010 : Red : Victoria Winslow
  - 2011 : Arthur : la nourrice
  - 2012 : Red 2 : Victoria Winslow
  - 2014 : Le Voyage de cent pas : Victoria Winslow
  - 2015 : Les yeux dans le ciel : Katherine Powell
  - 2015 : La Dame du cœur : Maria Altmann
  - 2015 : Dalton Trumbo : Hedda Hopper
  - 2016 : Beauté cachée : Brigitte
  - 2017 : Le destin des Dangereux : Magdalene Shaw
  - 2018 : Winchester : Le manoir hanté : Sarah Winchester
  - 2018 : Casse-Noisette et les Quatre Royaumes : Mère Gingembre
  - 2019 : Anna : Olga
  - 2019 : Rapides et Dangereux présentent Hobbs et Shaw : Magdalene Shaw

- Barbra Streisand
  - 1987 : Toquée : Claudia Draper
  - 1991 : Le Prince des marées : Susan Lowenstein
  - 1996 : Le miroir à deux visages : Rose Morgan
  - 2004 : L'Autre Belle Famille : Roz Focker
  - 2010 : Mon beau-père et nous : Roz Focker
  - 2012 : Les Chemins de la culpabilité : Joyce Brewster

- Kirstie Alley
  - 1989 : Allô maman, ici bébé : Mollie Jensen
  - 1993 : Allô maman, c'est Noël : Mollie Jensen
  - 1995 : Papa, j'ai une maman pour toi : Diane Barrows
  - 1999 : Belles à mourir : Gladys Leeman

- Ellen Barkin
  - 1993 : Blessures secrètes : Carolin Wolff
  - 1996 : Mad Dogs : Rita Everly
  - 2007 : Danny Ocean 13 : Abigail Sponder
  - 2009 : L'Élite de Brooklyn : Agent Smith

- Liza Minnelli
  - 1988 : Arthur 2 : Dans la dèche : Linda Marolla Bach
  - 2006 : The Oh in Ohio : Alyssa Donahue

- Anne Archer
  - 2000 : L'Enfer du devoir : Mrs. Mourain
  - 2006 : Complot à la Maison Blanche : la Première dame

- Whitney Houston
  - 1992 : Le Garde du Corps : Rachel Marron
  - 1996 : La Femme du prédicateur : Julia Biggs

- 1991 : Hudson Hawk, gentleman et cambrioleur : Anna Baragli (Andie MacDowell)
- 1995 : Assassins : Electra (Julianne Moore)
- 1996 : Faithful : Margaret (Cher)
- 1997 : Selena : Yolanda Saldívar (Lupe Ontiveros)
- 2000 : Docteur T et les Femmes : Kate (Farrah Fawcett)
- 2002 - 2011 : Minerva McGonagall dans les films de Harry Potter (Maggie Smith).
- 2004 : Le Tour du monde en quatre-vingts jours : La reine Victoria
- 2004 : L'armée des morts : Norma (Jayne Eastwood)
- 2007 : Transformers : Judy Witwicky (Julie White)
- 2008 : La Bunny du campus : Mme Hagstrom (Beverly D'Angelo)
- 2008 : Un Anglais à New York de Robert B. Weide : Eleanor (Gillian Anderson)
- 2008 : High School Musical 3 : La dernière année : Mme Darbus (Alyson Reed)
- 2010 : Alice au pays des merveilles : Helen Kingsley (Lindsay Duncan)
- 2011 : Paul : Pat Stevens
- 2011 : La Dame de fer : Margaret Thatcher (Meryl Streep)
- 2012 : Je te promets - The Vow : Rita Thornton
- 2012 : Tous les espoirs sont permis : Eileen
- 2012 : Les Mondes de Ralph (Wreck-It Ralph) : Sergent Calhoun
- 2013 : La chute de la maison blanche (Olympus Has Fallen) : Lynne Jacobs, jouée par Angela Bassett
- 2016 : Assaut sur Londres (London Has Fallen) : Lynne Jacobs
- 2018 : Ralph brise l'Internet : Les Mondes de Ralph 2 : Sergent Calhoun
- 2019 : Rocketman : Yvy (Gemma Jones)
- 2019 : Espions Incognitos : Joyless

N.B. : Elle a aussi fait du doublage pour le film Capitaine America : Le soldat de l'hiver sorti en 2014. Mais le personnage et/ou l'actrice dont elle traduisait la voix n'est pas identifié.

### Télévision
- 1976 - 1978 : La Femme bionique : Jaime Sommers (Lindsay Wagner)
- 2017 : ‘’Union des Artistes’’ : Hilary Clinton